# Fabrício Daniel
Fabrício Daniel de Souza, noto semplicemente come Fabrício Daniel (Araraquara, 23 luglio 1997), è un calciatore brasiliano, attaccante del Mirassol.

## Caratteristiche tecniche
È un centravanti.

## Carriera
Nato ad Araraquara, trascorre i primi anni di carriera principalmente nelle serie inferiori e statali del calcio brasiliano, salvo un biennio al Santos dove gioca due edizioni di Copa Paulista con la formazione B.
Nel 2021 viene acquistato in prestito dalla neopromossa América-MG e l'11 luglio debutta in Série A giocando il derby perso 1-0 contro l'Atlético Mineiro.

## Statistiche
Statistiche aggiornate al 4 giugno 2023.

### Presenze e reti nei club
| Stagione        | Squadra         | Campionato      | Campionato | Campionato | Coppe nazionali | Coppe nazionali | Coppe nazionali | Coppe continentali | Coppe continentali | Coppe continentali | Altre coppe | Altre coppe | Altre coppe | Totale | Totale | Totale |
| Stagione        | Squadra         | Comp            | Pres       | Reti       | Comp            | Pres            | Reti            | Comp               | Pres               | Reti               | Comp        | Pres        | Reti        | Pres   | Reti   |        |
| --------------- | --------------- | --------------- | ---------- | ---------- | --------------- | --------------- | --------------- | ------------------ | ------------------ | ------------------ | ----------- | ----------- | ----------- | ------ | ------ | ------ |
| 2015            | Noroeste        | B1/SP           | 6          | 0          |                 | -               | -               |                    | -                  | -                  |             | -           | -           | 6      | 0      |        |
| 2016            | Ferroviária     | A1/SP           | 0          | 0          | CB              | 0               | 0               |                    | -                  | -                  | CP          | 7           | 2           | 0      | 0      |        |
| 2017            | Santos          | A1/SP+A         | 0          | 0          | CB              | 0               | 0               |                    | -                  | -                  | CP          | 9           | 0           | 9      | 0      |        |
| 2018            | Santos          | A1/SP+A         | 0          | 0          | CB              | 0               | 0               |                    | -                  | -                  | CP          | 8           | 1           | 8      | 1      |        |
| 2019            | Cianorte        | A1/PR+D         | 3+1        | 1+0        |                 | -               | -               |                    | -                  | -                  |             | -           | -           | 4      | 1      |        |
| 2020            | Noroeste        | A3/SP           | 11         | 6          |                 | -               | -               |                    | -                  | -                  |             | -           | -           | 11     | 6      |        |
| 2020            | Cuiabá          | PD/MT+B         | 0+8        | 0          | CB              | 0               | 0               |                    | -                  | -                  |             | -           | -           | 8      | 0      |        |
| 2020            | Mirassol        | A1/SP+D         | 0+21       | 0+11       |                 | -               | -               |                    | -                  | -                  |             | -           | -           | 21     | 11     |        |
| 2021            | Mirassol        | A1/SP+C         | 13+3       | 3+1        | CB              | 1               | 0               |                    | -                  | -                  |             | -           | -           | 17     | 4      |        |
| 2021            | América-MG      | M1/MG+A         | 0+22       | 3          | CB              | 0               | 0               |                    | -                  | -                  |             | -           | -           | 22     | 3      |        |
| 2022            | Mirassol        | A1/SP           | 12         | 5          | CB              | 2               | 1               |                    | -                  | -                  |             | -           | -           | 14     | 6      |        |
| 2022            | Coritiba        | A               | 28         | 3          | CB              | 0               | 0               |                    | -                  | -                  |             | -           | -           | 28     | 0      |        |
| 2023            | Coritiba        | A1/PR           | 7          | 0          | CB              | 0               | 0               |                    | -                  | -                  |             | -           | -           | 7      | 0      |        |
| 2023            | Sport Recife    | B               | 6          | 0          | CB              | 1               | 0               |                    | -                  | -                  |             | -           | -           | 7      | 0      |        |
| Totale carriera | Totale carriera | Totale carriera | 141        | 33         |                 | 4               | 1               |                    | -                  | -                  |             | 24          | 3           | 169    | 37     |        |

## Palmarès

### Club

#### Competizioni nazionali
- Campeonato Brasileiro Série D: 1

Mirassol: 2020